# Witold Suski
Witold Tadeusz Suski (ur. 1 stycznia 1948 w Bieli) – polski trener lekkoatletyczny.

## Życiorys
Jako dziecko grał w piłkę nożną i palanta. Mając 17 lat zaczął uprawiać kolarstwo i wyjechał na Śląsk celem treningów pod okiem tamtejszych trenerów. Jako lekkoatleta był zawodnikiem LZS Ciechanów, ustanowił następujące rekordy życiowe: pchnięcie kulą – 15,75 (1981), rzut dyskiem – 52,20 (1981). Wieloletni trener WKS Ciechanów, następnie WMKS Płońsk i AZS-AWF Warszawa, odkrywca talentów i pierwszy trener Tomasza Majewskiego, Piotra Małachowskiego i Wioletty Potępy. Również trener kadry narodowej w rzucie dyskiem kobiet i mężczyzn.
Ojciec Pawła – dyskobola.
2 września 2009 odznaczony przez prezydenta Lecha Kaczyńskiego Krzyżem Kawalerskim, a na początku 2017 przez prezydenta Andrzeja Dudę Krzyżem Oficerskim Orderu Odrodzenia Polski.